# Luiz Caetano
Luiz Carlos Caetano (Central, 23 de Setembro de 1954), mais conhecido como Luiz Caetano ou apenas Caetano é um farmacêutico e político brasileiro filiado ao Partido dos Trabalhadores. Atualmente exerce pela quarta vez o mandato de Prefeito de Camaçari, segunda maior cidade da Região Metropolitana de Salvador, além de ter sido Secretário de Estado, Deputado Estadual e Federal pela Bahia além de Vereador e Prefeito de Camaçari.
Foi candidato do Partido dos Trabalhadores as eleições municipais de 2016. Seu nome foi lançado em Fevereiro, depois que o então prefeito Ademar Delgado desistiu da reeleição. Sendo derrotado pelo candidato Antonio Elinaldo do Democratas (Brasil) que foi eleito naquela oportunidade.
Em 2024 anunciou novamente seu nome como candidato do PT à prefeitura de Camaçari, chegando ao segundo turno contra o candidato do UNIÃO, Flávio Matos  e vencendo a eleição no segundo turno com 50,92% contra 49,08%. .

## Carreira

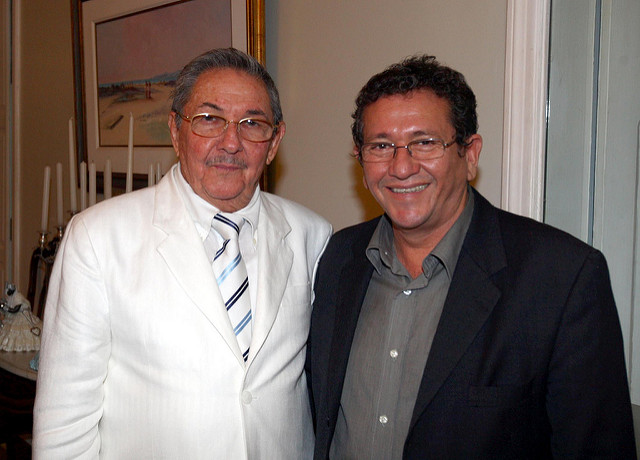
Luiz Caetano e Raul Castro, durante visita do então presidente de Cuba ao Brasil em 2009

Nascido na cidade de Central, Luiz Caetano estudou no tradicional Colégio Central da Bahia, em Salvador, ingressando depois na Universidade Federal da Bahia, onde formou-se em Farmácia Bioquímica. No final dos anos 70, chegou a Camaçari, por orientação do partido, para intensificar os contatos com as massas, já que a cidade acabara de receber o Polo Petroquímico e começava a constituir uma grande classe operária. Foi professor em diversos colégios e cursos preparatórios, e começou a trabalhar à frente de associações comunitárias, movimentos populares, sindicatos e demais entidades voltadas à luta contra o governo militar.
Seu primeiro cargo eletivo foi como Vereador em Camaçari a partir de 1982, pelo PMDB. Em 1985, ainda pelo PMDB, é eleito prefeito de Camaçari pela primeira vez. Em 1989 ingressa no PCdoB e, em 1991, no PSDB, onde permanece até 1994.
Em 2000 retorna ao cargo de Vereador, já integrando os quadros do PT, ao qual se filiou em 1998. Dois anos depois deixa a Câmara Municipal para assumir uma vaga de Deputado Estadual na Assembleia Legislativa da Bahia. Permanece nesse cargo também por dois anos, sendo eleito mais uma vez prefeito de Camaçari em 2004. É reeleito em 2008. Em 2014 concorre a Deputado Federal, sendo o mais votado de seu partido e o oitavo no geral.
Em 2021, o governador baiano Rui Costa, do mesmo partido do ex-prefeito, o nomeou para a Secretaria de Relações Institucionais, tendo efeito a partir de 19 de maio, no lugar de Jonival Lucas.

## Controvérsias

### Contratos sem licitação
Em 2007 Caetano foi preso pela Polícia Federal permanecendo em cárcere entre 17 a 22 de maio, por envolvimento em fraudes em licitações e desvio de recursos públicos federais além de ter participação na operação navalha, fora liberado mediante liminar de habeas corpus.
Em julho de 2013 Luiz Caetano teve seus bens bloqueados pela Justiça Federal da 14ª Vara, atendendo um pedido do Ministério Público Federal, por irregularidades na execução de um convênio com o Departamento Nacional de Infraestrutura de Transportes (DNIT), órgão do Ministério dos Transportes, para eliminar pontos de conflitos entre a malha ferroviária e o sistema viário urbano de Camaçari na ligação ferroviária entre o Polo Petroquímico e o Porto de Aratu. Também foram acionados dirigentes da Fundação para o Desenvolvimento Sustentável (Fundese), empresa contratada para realizar o serviço. Segundo o MPF, para a execução do convênio, o município realizou a contratação direta da Fundese, alegando inexigibilidade de licitação, sem que houvesse, contudo, os requisitos que justificassem a ausência do processo licitatório. Segundo o órgão, a escolha da Fundese não foi amparada por aspectos técnicos, levantando suspeitas de indícios de favorecimento na contratação da entidade.
Em Maio de 2014, teve os direitos políticos cassados por cinco anos e foi condenado ao ressarcimento de R$ 304 mil aos cofres públicos pelo juiz César Augusto Borges de Andrade, da 1ª Vara da Fazenda Pública de Camaçari, devido a um outro contrato sem licitação, desta vez com a Fundação Humanidade Amiga, considerada corréu no processo e que também foi condenada. O juiz acatou a denúncia do Ministério Público Estadual, de improbidade administrativa no período em que Caetano foi prefeito de Camaçari.
Para justificar sua decisão, o juiz lembra que "não havia qualquer excepcionalidade, que justificasse a contratação com dispensa de licitação". Na sentença o magistrado destaca ainda que o município possui várias empresas que poderiam realizar o serviço. Documento publicado no Diário Oficial  mostra que o contrato para a confecção de 128 mil uniformes escolares e 48 mil mochilas tinha valor total de pouco mais de R$ 1 milhão e 200 mil. Mas o processo  de compra por dispensa de licitação terminou sendo suspenso por decisão judicial, assegurando apenas o  pagamento  de pouco mais de 304 mil. Ainda de acordo com a sentença, a Fundação Humanidade Amiga, antes denominada Grupo Cultural Kit Dance, sequer possuía alvará de funcionamento no município. Conforme apuração de Inquérito Civil Público do Ministério Público Estadual, a fundação, registrada na cidade de Araci, também não apresentou qualquer experiência comprovada na produção de fardamentos ou mochilas. Nos autos constam declarações de Cássia Pacheco Papaiz e seu marido Helmut Fridrich Flitz Junior, reconhecendo que a entidade, criada em 2000, nunca executou "qualquer outra espécie de projeto social, profissional ou cultural, desde a sua constituição". Os dirigentes também reconhecem que a entidade foi transformada em Fundação Humanidade Amiga em 2007, "exclusivamente com a finalidade de contratação junto ao poder público municipal".
A defesa de Caetano interpôs embargos, mas a decisão foi mantida. O parlamentar recorreu em segunda instância. Em maio de 2021, o desembargador Mauricio Kertzman Sporer, do Tribunal de Justiça, anulou a condenação contra Caetano, sob os argumentos de não ter havido "lesão ao erário, perda patrimonial, desvio, apropriação, malbaratamento ou dilapidação dos bens" quando contratou uma fundação para comprar mochilas e uniformes para os alunos da rede municipal.

### Desvio de recursos do Fundeb
Caetano é investigado pelo Supremo Tribunal Federal no Inquérito 3956/2015 por crimes de responsabilidade. O Ministério Público Federal apura se ele desviou quantia milionária de recursos públicos do Fundo de Manutenção e Desenvolvimento da Educação Básica e de Valorização dos Profissionais da Educação (Fundeb), entre 2009 e 2013, mediante simulação de obras em escolas públicas de Camaçari.

## Desempenho Eleitoral
| Ano  | Eleição               | Cargo             | Partido                                                                                 | Partido | Coligação                   | Vice                   | Votos para Caetano | Votos para Caetano | Votos para Caetano | Votos para Caetano | Resultado     | Ref    |
| Ano  | Eleição               | Cargo             | Partido                                                                                 | Partido | Coligação                   | Vice                   | T.                 | Total              | %                  | P.                 | Resultado     | Ref    |
| ---- | --------------------- | ----------------- | --------------------------------------------------------------------------------------- | ------- | --------------------------- | ---------------------- | ------------------ | ------------------ | ------------------ | ------------------ | ------------- | ------ |
| 1985 | Municipal de Camaçari | Prefeito          |                                                                                         | PMDB    |                             | Isaac Marambaia (PMDB) | 1.º                | 14.925             |                    | 1.º                | Eleito        | [ 16 ] |
| 2000 | Municipal de Camaçari | Vereador          |                                                                                         | PT      | PT, PDT, PSDB, PCdoB, PRONA | -                      | 1.º                | 1.197              | 1,45%              |                    | Eleito        |        |
| 2002 | Estadual da Bahia     | Deputado Estadual | A Bahia vai ser melhor (PT, PCdoB, PV, PMN)                                             | PT      | -                           | 1.º                    | 30.388             | 0,52%              | 47.º               | Eleito             |               |        |
| 2004 | Municipal de Camaçari | Prefeito          | Camaçarí de Todos (PT, PSDB)                                                            | PT      | Dra. Tereza (PSDB)          | 1.º                    | 45.097             | 54,84%             | 1.º                | Eleito             |               |        |
| 2008 | Municipal de Camaçari | Prefeito          | (PT, PSDB, PPS, PCdoB, PSL, PTB, PDT,PTdoB,PSC, PV, PRB, PHS, PSB)                      | PT      | Dra. Tereza (PSDB)          | 1.º                    | 73.638             | 71,92%             | 1.º                | Eleito             |               |        |
| 2014 | Estadual da Bahia     | Deputado Federal  | Mais Mudanças, Novas Conquistas (PP, PDT, PT, PTB, PR, PSD, PCdoB)                      | PT      | -                           | 1.º                    | 125.862            | 1,90%              | 8.º                | Eleito             | [ 17 ]        |        |
| 2016 | Municipal de Camaçari | Prefeito          | Camaçari do Povo (PT, PRB, PSL, PSD, PHS, PTN, PRP)                                     | PT      | Manuelina (PSD)             | 1.º                    | 44.378             | 36,49%             | 2.º                | Não eleito         | [ 18 ]        |        |
| 2018 | Estadual da Bahia     | Deputado Federal  | Frente do Trabalho Por Toda Bahia (PT, PCdoB, PP, PSB, PSD, PR, PODE)                   | PT      | -                           | 1.º                    | 124.647            | 1,81%              | 1.º                | Eleito             | [ 19 ]        |        |
| 2024 | Municipal de Camaçari | Prefeito          | Coligação da Mudança (FE Brasil, PSB, PSD, Avante, Solidariedade, PODE, Fed. PSOL REDE) | PT      | Pastora Déa (PSB)           | 1.º                    | 77.926             | 49,52%             | 1.º                | Segundo turno      | [ 20 ] [ 21 ] |        |
| 2024 | Municipal de Camaçari | Prefeito          | Coligação da Mudança (FE Brasil, PSB, PSD, Avante, Solidariedade, PODE, Fed. PSOL REDE) | PT      | Pastora Déa (PSB)           | 2.º                    | 80.626             | 50,92%             | 1.º                | Eleito             | [ 21 ]        |        |

## Ligações Externas
- Perfil Oficial no portal da Câmara dos Deputados
- Perfil Oficial no portal da Assembleia Legislativa da Bahia
- Site Oficial